# Alexandria (New South Wales)
Alexandria ist ein Ort in New South Wales, Australien.

## Geographie
Alexandria wird von der City of Sydney verwaltet. Der Ort ist zudem Teil der Metropolregion Sydney und ist etwa 5 km vom Stadtzentrum entfernt. Mit 2726 Einwohnern/km² ist der Ort sehr dicht besiedelt. Im Ort endet der vom Cooks River abgeleitete Alexandra Canal.

## Demographie
Mit Stand von 2021 hatte Alexandria 9649 Einwohner, von denen 7572 die australische Staatsangehörigkeit besaßen. 157 Personen im Ort waren Aborigines. Weitere 11 Einwohner waren Torres-Strait-Insulaner.
In Alexandria wohnten mit 492 Menschen (5,1 %) überdurchschnittlich viele Personen aus England (Landesweit: 3,65 %). Weitere Einwohner, die im Ausland geboren wurden, kamen aus Neuseeland (315), China (248) und den USA (137).
Das Medianalter lag bei 34 Jahren. Das mittlere Einkommen pro Person betrug 1629 Australische Dollar, das mittlere Haushaltseinkommen lag bei 2654 AUD, womit es zu den höheren Haushaltseinkommen im landesweiten Vergleich (1746 AUD) zählte.

## Öffentliche Einrichtungen
In Alexandria gibt es insgesamt vier Bildungseinrichtungen, darunter die Alexandria Park Community School. Weiterhin gibt es neun Parks sowie eine öffentliche Sportstätte. Der Ort beherbergt zwei Filialen der Australia Post. Im Rahmen der öffentlichen Ordnung gibt es eine Feuerwehr.